# 越前岬灯台
越前岬灯台（えちぜんみさきとうだい）は、福井県丹生郡越前町にある越前岬の断崖上に立つ白亜塔形鉄筋コンクリート造の中型灯台。

## 概要
かつて福井県内では最大の4等フレネルレンズが使用されていた灯台である。灯台内部は特別な日を除いて一般公開されていない。

## 歴史
- 1940年（昭和15年）3月29日 初点灯。
- 1954年（昭和29年）3月 レンズ回転の動力を人力による分銅巻上げ方式から自動巻上げ方式に改良。
- 1963年（昭和38年）3月 レンズ回転の方式を巻き上げ式から電動駆動方式に改良。
- 1963年（昭和38年）5月1日 越前岬無線方位信号所設置。
- 1973年（昭和48年）4月16日 越前岬航路標識事務所を廃止（灯台の無人化）。
- 1997年（平成9年）2月 光源を当初の白熱電球 (100V750W) からメタルハライドランプ (100V250W) に変更。
- 2002年（平成14年）2月25日 気象観測所を新設。
- 2008年（平成20年）11月21日 耐震対策のため、建替および機器換装（4等フレネルレンズからLB-M30型灯器に変更[4][5]）。
- 2016年（平成28年）9月30日 船舶気象通報（灯台放送）「えちぜん」局を廃止。[6][7]

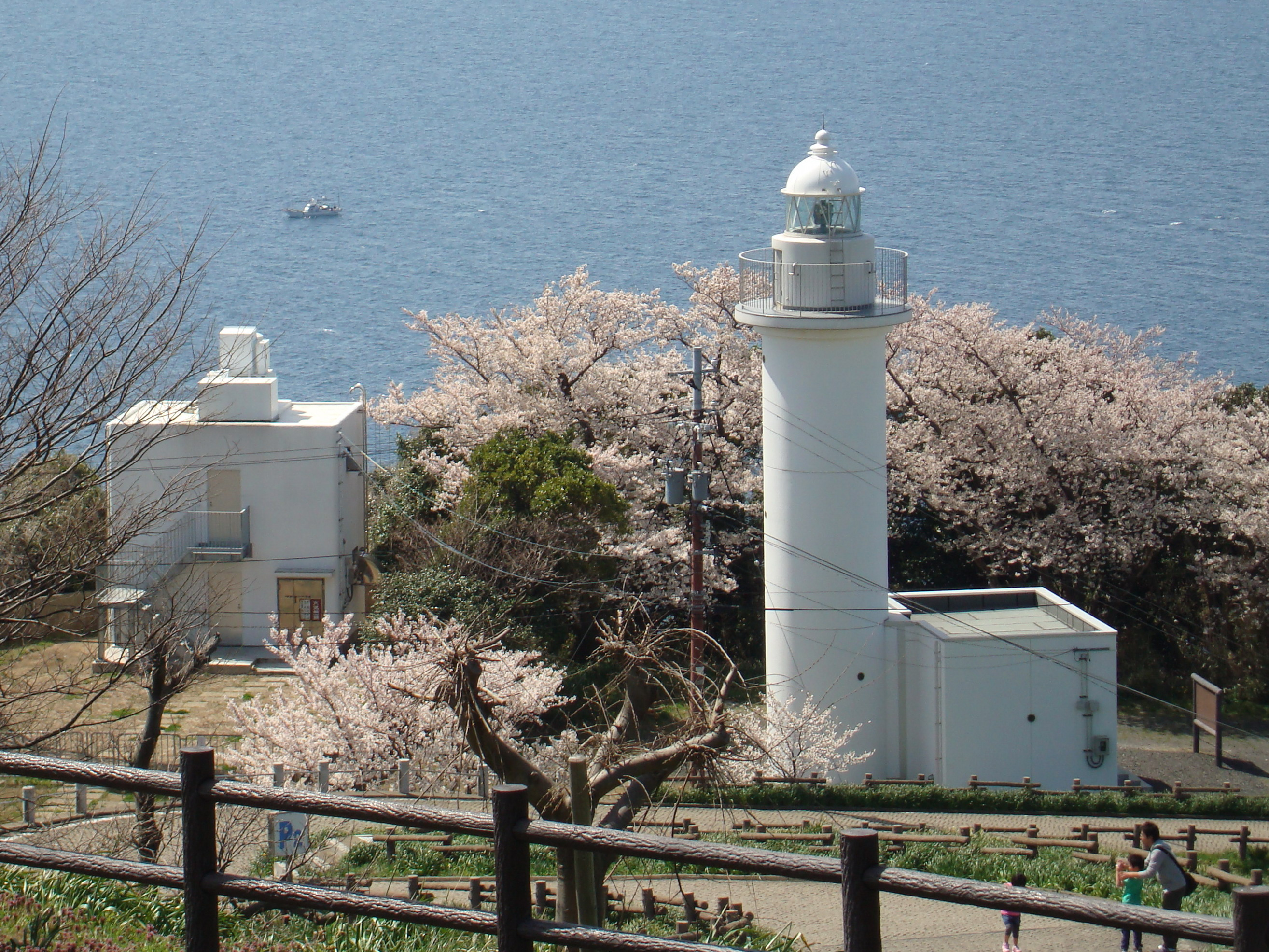
旧灯台の制御室撤去前画像
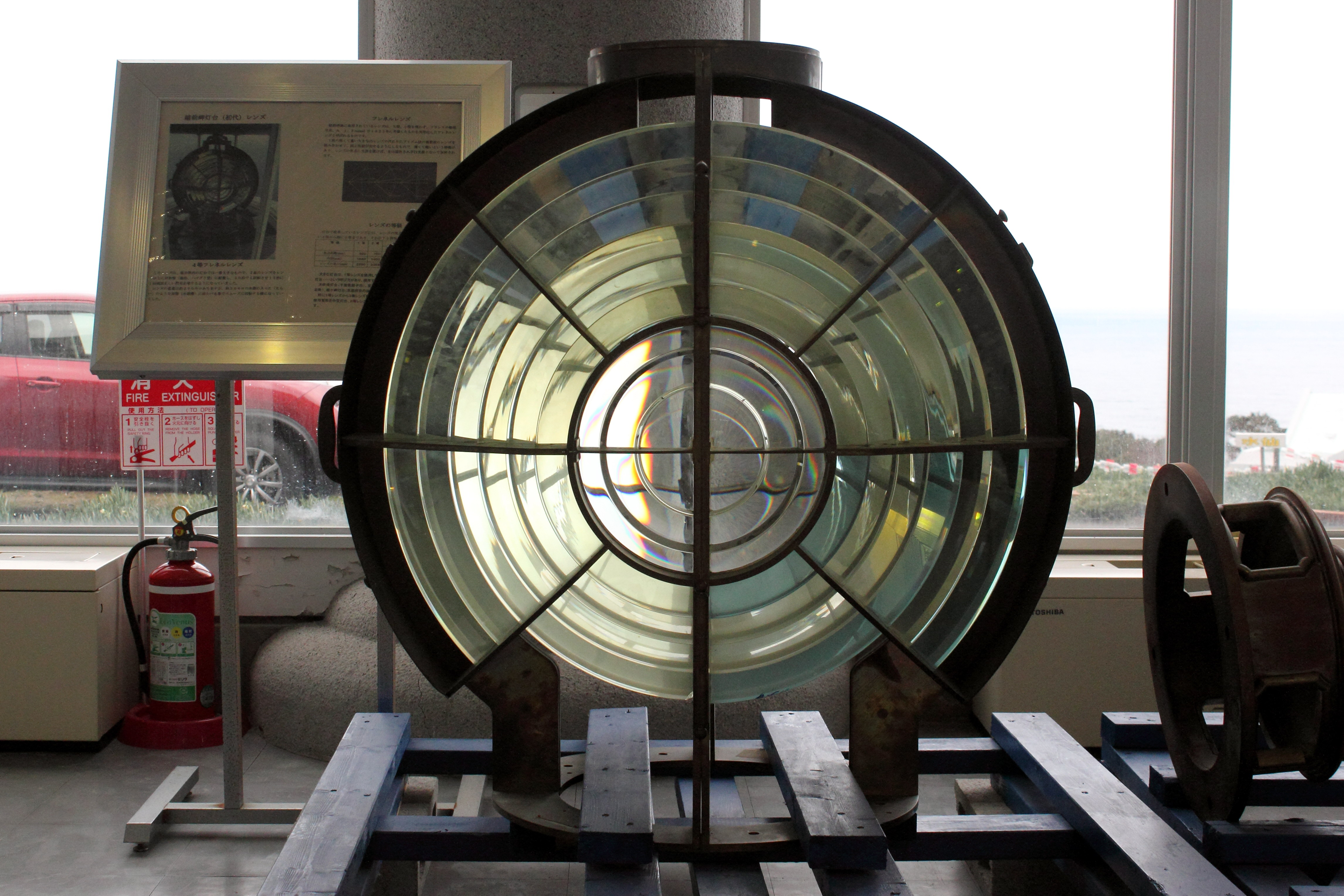
越前岬水仙ランド 水仙の館に展示中の2008年まで使用されていた4等フレネルレンズ

## 付属施設
- 沿岸域情報提供システム (MICS) による観測箇所
- 船舶気象通報施設（経ヶ岬灯台の気象通報を行っている）

## 周辺情報
- 越前岬
- 越前町
- 越前岬水仙ランド